# 曽麻綾
曽麻 綾（そうま あや、1998年5月28日 - ）は、日本のお笑いタレントである。吉本新喜劇の座員。カナダ出身。

## 来歴
中国人と日本人のハーフで、4歳下の弟がいる。なお本名は「曽 麻綾」だが、「曽麻さん」と呼ばれることが多いので芸名を「曽麻 綾」とした。
カナダ生まれのカナダ育ち。大学では外交官を目指していたが、行き詰まりを感じて吉本新喜劇のオーディションに応募した。当時は英語とフランス語を日常的に使っていたため日本語がほとんど話せず、オーディションのために日本語を猛勉強した。結果的に日英仏中の四か国語を使えるようになった。
2018年、吉本新喜劇の第10個目金の卵オーディションに合格し入団。
2024年6月より新喜劇に在籍したまま国内での活動を休止しフランスに留学する。

## 出演番組

### テレビ
現在の出演番組
- よしもと新喜劇（毎日放送）
- 今田耕司のネタバレMTG（読売テレビ）- 不定期出演
- キクテレミルラジ265「なにわ商店街ええもんみっけ隊」（BSよしもと）- 水曜日　不定期出演

過去の出演番組
- Cheeky's Cast 1（BSよしもと、2022年3月 - 9月）- 木曜日アシスタント
- Cheeky's Evening（BSよしもと、2022年10月 - 2023年6月）- 木曜日アシスタント
- よんチャンTV（毎日放送）- 金曜隔週出演 2024年5月17日出演終了

### ラジオ
- 伊藤史隆のラジオノオト（朝日放送ラジオ） - 「シーズン6」（2022年度版）の火曜パートナー